# بمباردیه چلنجر ۶۰۰ سریز
بمباردیه چلنجر ۶۰۰ سریز (به انگلیسی: Bombardier Challenger 600 series) یک هواگرد ساختِ کارخانهٔ بمباردیه اروسپیس در کشور کانادا است که در سال ۱۹۷۸ ساخته شد. این هواگرد برای نخستین بار در ۸ نوامبر ۱۹۷۸ میلادی مورد استفاده قرار گرفت.

## سقوط در ایران
در تاریخ ۲۰ اسفند ۱۳۹۶ یک فروند از این هواپیما در ایران به کوه برخورد کرد. مسافرینش مینا باشاران و دوستانش بودند.